# Jazztel
Jazztel es una de las marcas de servicios de telecomunicaciones bajo las cuales opera Orange España, que ofrece servicios de telefonía fija, telefonía móvil, internet (fibra y 5G) y televisión (Jazztel TV).
Anteriormente, fue un holding de empresas del sector de las telecomunicaciones formado por la empresa española Jazz Telecom S.A.U. y su matriz inglesa con sede en Londres, Jazztel Plc. Además, tenía una licencia operador móvil virtual, conocida comercialmente como Jazzcard Móvil, que ofrecía servicios de telefonía móvil e Internet, usando en régimen de alquiler la red de Orange España.

## Historia
La compañía fue fundada en 1998 por Martin Varsavsky, y a pesar de pertenecer a una matriz con sede en Reino Unido, su domicilio social estaba en Alcobendas y cotizó en el Mercado Continuo de la Bolsa de Madrid.
En septiembre de 2004, Leopoldo Fernández Pujals adquirió el 24,9% del capital de Jazztel, convirtiéndose así en su máximo accionista.
En 2005, la empresa desplegó una red de nueva generación (NGN) basada en una red troncal SDH sobre fibra óptica y centrales IP-DSLAM con desagregación del bucle de abonado (ULL). En 2014, y en virtud de un acuerdo de despliegue conjunto con Telefónica, Jazztel empezó a comercializar fibra óptica hasta el hogar (FTTH) a través de su propia red, ofreciendo 20, 50 y 200 Mbps, esta última modalidad con velocidades simétricas de bajada y subida. 
El 9 de abril de 2013, se anunció su entrada en el IBEX 35, el índice de referencia de la bolsa española.
El 16 de septiembre de 2014, Orange España (filial española del Grupo Orange) anunció una OPA sobre el 100 % del capital de Jazztel a un precio de 13 euros por acción que, tras obtener el visto bueno de la Comisión Europea el 19 de mayo de 2015, se cerró con éxito el 26 de junio, comunicando a la Comisión Nacional del Mercado de Valores (CNMV) que los accionistas propietarios del 94,75 % del capital social aceptaban la oferta pública de adquisición. Posteriormente, el 7 de febrero de 2016 se llevó a cabo una fusión por absorción, momento en el cual las sociedades descritas dejaron de existir como tales y sus activos pasaron a ser propiedad de Orange Espagne, S.A.U., con domicilio social en Pozuelo de Alarcón. A pesar de ello, Jazztel sigue existiendo como marca comercial del grupo.